# Klaus-Jürgen Bathe
Klaus-Jürgen Bathe (Berlim, 26 de maio de 1946) é um engenheiro alemão.
Especialista em mecânica computacional, é um dos pioneiros do Método dos Elementos Finitos. Professor do Instituto de Tecnologia de Massachusetts, criador do programa ADINA.

## Livros
- K.J. Bathe e E.L. Wilson, "Numerical Methods in Finite Element Analysis", Prentice-Hall, 1976.
- K.J. Bathe, "Finite Element Procedures in Engineering Analysis", Prentice-Hall, 1982.
- K.J. Bathe, "Finite Element Procedures", 1ª Edição, Prentice Hall, 1996; 2ª Edição, Watertown, MA: Klaus-Jürgen Bathe, 2014.
- D. Chapelle e K.J. Bathe, "The Finite Element Analysis of Shells – Fundamentals", 1ª Edição, Springer, 2003; 2ª edição, Springer, 2011.
- M. Kojic e  K.J. Bathe, "Inelastic Analysis of Solids and Structures", Springer, 2005.
- K.J. Bathe, "To Enrich Life", Amazon.com, 2007.
- M.L. Bucalem e K.J. Bathe, "The Mechanics of Solids and Structures – Hierarchical Modeling and the Finite Element Solution", Springer, 2011.